# Astatotilapia flaviijosephi
Astatotilapia flaviijosephi is een straalvinnige vissensoort uit de familie van de cichliden (Cichlidae). De wetenschappelijke naam van de soort is voor het eerst geldig gepubliceerd in 1883 door Lortet.